# Rasmus Alm
Rasmus Alm (Landskrona, 1995. augusztus 17. –) svéd labdarúgó, az amerikai St. Louis City csatára.

## Pályafutása
Alm a svédországi Landskrona városában született. Az ifjúsági pályafutását a helyi Landskrona BoIS akadémiájánál kezdte.
2014-ben mutatkozott be a Landskrona BoIS másodosztályban szereplő felnőtt keretében. 2018-ban az első osztályú Brommapojkarna, majd 2019-ben a Degerfors szerződtette. 2019 nyarán az Elfsborghoz igazolt. 2023. január 31-én hároméves szerződést kötött az észak-amerikai első osztályban érdekelt St. Louis City együttesével. Először a 2023. február 26-ai, Austin ellen 3–2-re megnyert mérkőzésen lépett pályára. Első gólját 2023. március 26-án, a Real Salt Lake ellen idegenben 4–0-ás győzelemmel zárult találkozón szerezte meg.

## Statisztikák
2024. június 2. szerint
| Klub           | Szezon   | Osztály     | Bajnokság | Bajnokság | Kupa  | Kupa | Nemzetközi | Nemzetközi | Összesen | Összesen |
| Klub           | Szezon   | Osztály     | Meccs     | Gól       | Meccs | Gól  | Meccs      | Gól        | Meccs    | Gól      |
| -------------- | -------- | ----------- | --------- | --------- | ----- | ---- | ---------- | ---------- | -------- | -------- |
| Brommapojkarna | 2018     | Allsvenskan | 8         | 0         | 0     | 0    | —          | —          | 8        | 0        |
| Degerfors      | 2019     | Superettan  | 15        | 5         | 3     | 1    | —          | —          | 18       | 6        |
| Elfsborg       | 2019     | Allsvenskan | 9         | 2         | 0     | 0    | —          | —          | 9        | 2        |
| Elfsborg       | 2020     | Allsvenskan | 30        | 9         | 5     | 2    | —          | —          | 35       | 11       |
| Elfsborg       | 2021     | Allsvenskan | 24        | 6         | 3     | 1    | 6          | 0          | 33       | 7        |
| Elfsborg       | 2022     | Allsvenskan | 26        | 6         | 4     | 2    | 2          | 1          | 32       | 9        |
| St. Louis City | 2023     | MLS         | 21        | 3         | 0     | 0    | 2          | 0          | 23       | 3        |
| St. Louis City | 2024     | MLS         | 12        | 1         | 0     | 0    | 0          | 0          | 12       | 1        |
| Összesen       | Összesen | Összesen    | 145       | 32        | 15    | 6    | 10         | 1          | 170      | 39       |